# Соснова (приток Пизи, притока Камы)
Соснова (в верховье Соснова 1-я) — река в Пермском крае России. Устье реки находится в 8 км по правому берегу реки Пизя. Длина реки составляет 14 км.
В 2,7 км от устья по правому берегу впадает река Соснова 2-я.

## Данные водного реестра
По данным государственного водного реестра России относится к Камскому бассейновому округу, водохозяйственный участок реки — Кама от Камского гидроузла до Воткинского гидроузла, речной подбассейн реки — бассейны притоков Камы до впадения Белой. Речной бассейн реки — Кама.